# Flachsmann als Erzieher (1930)
Flachsmann als Erzieher ist eine deutsche Filmkomödie aus dem Jahre 1930 von Carl Heinz Wolff mit Paul Henckels in der Titelrolle. Der Geschichte liegt das gleichnamige Bühnenstück (1901) von Otto Ernst zugrunde.

## Handlung
Im Deutschen Reich zur Jahrhundertwende. Der Schulbetrieb wird zumeist als Lehranstalt betrieben, in der Zucht und Ordnung zu herrschen hat. Dabei geht es jedoch längst nicht immer so lustig zu wie in “Der Feuerzangenbowle”. In dem hier gezeigten Lehrbetrieb stoßen mit dem jungen Lehrer Jan Flemming und dem verknöcherten Rektor Jürgen Heinrich Flachsmann zwei Welten aufeinander, wie sie unterschiedlicher nicht sein könnten. Während Flachsmann das Alte, das Überkommene, verkörpert, nämlich den Lehrkörper des 19. Jahrhunderts, der ganz auf unnachsichtige Strenge baut, ist Flemming das absolute Gegenteil: Er ist der junge, dynamische Pädagoge, den sich die Schüler in Zukunft erhoffen; Einer, der sich ganz auf seine Schutzbefohlenen einstellt und viel Verständnis für sie und ihre Sorgen aufbringt. Diese zutiefst gegensätzlichen Berufsauffassungen führen dazu, dass Flachsmann und Flemming häufig mal aneinandergeraten. Beider Unterschiedlichkeit bricht sich eines Tages Bahn, als der Posten eines Oberlehrers an der Schule neu besetzt werden soll.
Rektor Flachsmann will für diesen Posten unbedingt den Lehrerkollegen Karsten Diercks, der zwar äußerst faul ist, aber Flachsmann mit belastendem Material in der Hand hat. Damit Flemming, der sich gleichfalls um die Stelle bemüht, ihm keinen Strich durch die Rechnung machen kann, beginnt Flachsmann eine Intrige gegen den beliebten Kollegen zu spinnen: Er setzt kurzerhand ein Disziplinarverfahren gegen Flemming in Gang. Lediglich die hübsche Lehrerkollegin Gisa Holm stellt sich auf Flemmings Seite, alle anderen Lehrer befürchten Karrierenachteile und stehen in Treue fest zu Flachsmann. Der eintreffende Schulrat Prell soll es richten. Der alte Lehr-Profi erkennt bald markante Fehler im System Flachsmann, auch dass dieser allzu nachsichtig gegenüber dem unfähigen Oberlehrer-Anwärter Diercks ist. Als sich herausstellt, dass der Rektor nie studiert hat und seine gesamte Karriere auf einem Schwindel beruht – Flachsmann benutzte die Dokumente seine verstorbenen Bruders – wird auch klar, womit Diercks Flachsmann erpresst. Schulrat Prell gratuliert Gisa und Jan zur anstehenden Verlobung und eröffnet ihm, dass er als neuer Oberlehrer auch die Leitung der Schule übernehmen soll. 

## Produktionsnotizen
Flachsmann als Erzieher entstand überwiegend im September 1930 in den UFA-Ateliers von Neubabelsberg, die Dreharbeiten wurden am 3. Oktober desselben Jahres abgeschlossen. Die Uraufführung erfolgte am 7. November 1930 im Berliner Atrium-Kino. Die Wiener Premiere fand am 6. Juni 1931 in sechs Kinos statt.
Alfred Kern hatte die Produktionsleitung. Die Filmbauten entwarf Willi A. Herrmann, Walter Rühland kümmerte sich um den Ton. Komponist Bernard Homola besorgte auch die musikalische Leitung.
Ein Musiktitel wurde gespielt:
- Frisch, frei, froh, so ziehen wir in die weite Welt hinaus

## Kritiken
In Berlin wurde der Film recht freundlich aufgenommen: Der Film-Kurier lobte “Jeder Satz ein Lacher”, die Lichtbild-Bühne resümierte: “Endlich ein Sprechfilm für denkende Menschen”, und das 8-Uhr-Abendblatt konstatierte: “… den Flachsmann gibt mit unheimlicher Eindringlichkeit und Überzeugungstreue Paul Henckels. Famos Gustav Rickelt. Ein beifallsumrauschter Publikumserfolg.”
In Österreich waren recht unterschiedliche Bewertungen zu lesen. Nachfolgend zwei Beispiele:
“Gespielt wurde ausgezeichnet. Die Titelrolle fanden Paul Henckels einen ungemein scharf charakterisierenden Darsteller, der in jeder Geste, in jeder Miene zielbewußt eine überaus scharf umrissene Gestalt schuf. Ebenso ausgezeichnet war der Schulrat Prell des Herrn Gstav Rickelt und der Schuldiener Regendank Kurt Liliens. Für den Idealisten Flemming führte Alfred Braun seine hübsche Erscheinung und seine sympathische Natürlichkeit sieghaft ins Treffen.”
Wiens kommunistische Rote Fahne kam zu einem vollkommen anderen Schluss: “Endlose, sinnlose Gespräche, die lustig sein sollen, über die aber außer den Darstellern niemand lacht, kennzeichnen diesen Film. (…) Die Darstellung geht nicht über die Handlung hinaus: im Gegenteil. Sie versucht es ehrlich, jene zu unterbieten. (…) In unserer kapitalistischen Zeit wird Flachsmann schlimmstenfalls pensioniert. Andererseits kommt uns auch der „gute“ Lehrer mit seinen romantisch-sentimentalen Rezitationen reichlich idiotisch vor. Wir warnen vor dem Film.”

## Weitere Verfilmungen
1920 drehte Willy Achsel die erste Adaption des Stoffes mit Eugen Klöpfer in der Hauptrolle. 1967 inszenierte Rolf von Sydow für die ARD eine Fernsehversion unter gleichem Namen. Hier spielte Wolfgang Preiss den verknöchert-reaktionären Flachsmann, seinen Gegenspieler Flemming gab Claus Biederstaedt.